# SHOOTO GYM K'z FACTORY
HAGANE GYM（ハガネジム）は、日本の総合格闘技ジム。修斗オフィシャルジム。かつての名称はSHOOTO GYM K'z FACTORY（シュートジム ケーズファクトリー）。

## 来歴
1995年5月、木口道場に所属していた草柳和宏が独立して、神奈川県相模原市にある草柳の実家の敷地内に修斗オフィシャルジムとしてオープン(当初は「スーパーゼンジロウジム」という名称の予定だった)。以後多くの修斗ランカーを輩出していた。
2019年7月4日に草柳が逮捕されたことを受けて、日本修斗協会は9日付でK'z FACTORYをオフィシャルジムから除名する処分を下した。
2019年7月11日、所属選手の岡田秀人（リングネーム：金物屋の秀）が新たに代表に就任し、ジムの名称を「HAGANE GYM」に変更した。

## 主な所属選手
- 岡田秀人
- 斉藤健史
- 大橋誠

## 元所属選手
- 赤崎勝久 - 赤崎道場主宰
- 秋本じん - 2002年独立、秋本道場JUNGLE JUNCTION主宰
- 阿部博之 - ドラゴンテイルへ移籍
- 植松直哉
- 大石真丈
- 勝田哲夫
- 勝村周一朗 - リバーサルジム横浜グランドスラム主宰
- 菊地昭
- 久保山誉
- 小谷ヒロキ
- 児山佳宏
- 五味隆典 - 久我山ラスカルジム主宰
- 佐藤ルミナ - roots主宰
- 下川雄生 - ドラゴンテイルへ移籍
- 高橋大児
- 竹内出
- 巽宇宙
- 粕谷さかえ
- 孫煌進
- 朴光哲
- 前田健太郎
- 和田拓也